# Style Tudor

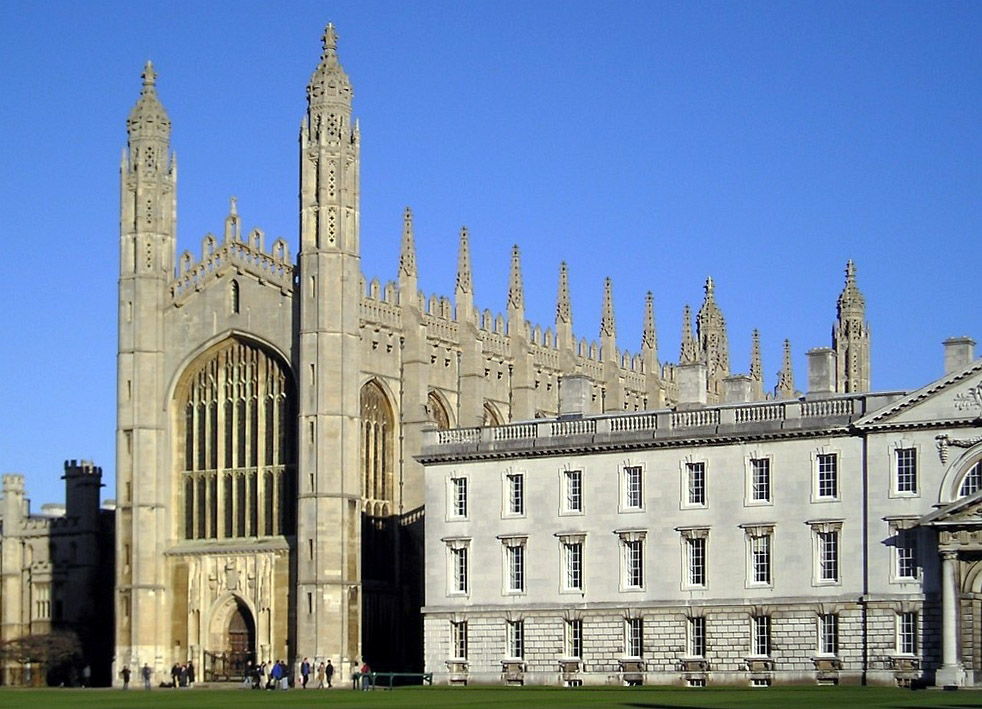
La chapelle de King's College (Cambridge).

Le style Tudor est un style architectural constituant l’aboutissement de l’architecture médiévale britannique au cours de l’ère Tudor (1485-1603) et au-delà, sur l’initiative des mécènes conservateurs des collèges d’université. Ce style succède au style perpendiculaire et, quoique supplanté par l’architecture élisabéthaine dans les édifices civils ayant tant soit peu d'étendue, le style Tudor continua de marquer de son empreinte le goût britannique pour des siècles et poursuivit une évolution parallèle, comme on le voit dans les extensions données à quelques collèges des universités d’Oxford et de Cambridge jusqu’à l’apparition du style néogothique. Le style Tudor tente de concilier le style gothique perpendiculaire avec les apports de la Renaissance italienne, cependant la rupture entre ces deux architectures radicalement différentes n'est pas encore totalement consumée durant la période Tudor, et il faut attendre le style Jacobéen pour que l'architecture anglaise s'engage dans une voie assimilant les apports classiques de la Renaissance. Cette évolution est toutefois progressive, à l'œuvre dès le règne d'Henri VIII, et l'architecture anglaise ne prend pas un tournant soudain à l'avènement de Jacques Ier sur le trône. Le style Tudor désigne également un certain type d'architecture d'origine vernaculaire à pans de bois qui se développa à cette période, mais qui eut surtout un usage domestique, que ce soit pour de simples logis de ferme ou bien pour des manoirs plus imposants. C'est cependant l'usage de la brique, importée des Pays-Bas, qui s'accrut considérablement, bien que son emploi dépende des ressources locales (une architecture exclusivement de pierre subsistant dans les régions où le grès abonde). La redistribution des terres appartenant auparavant au clergé a entraîné une augmentation considérable de l'activité de construction ; par ailleurs, ce sont surtout des édifices séculiers qui furent réalisés, notamment des bâtiments universitaires.

## Développement

### Henri VIII

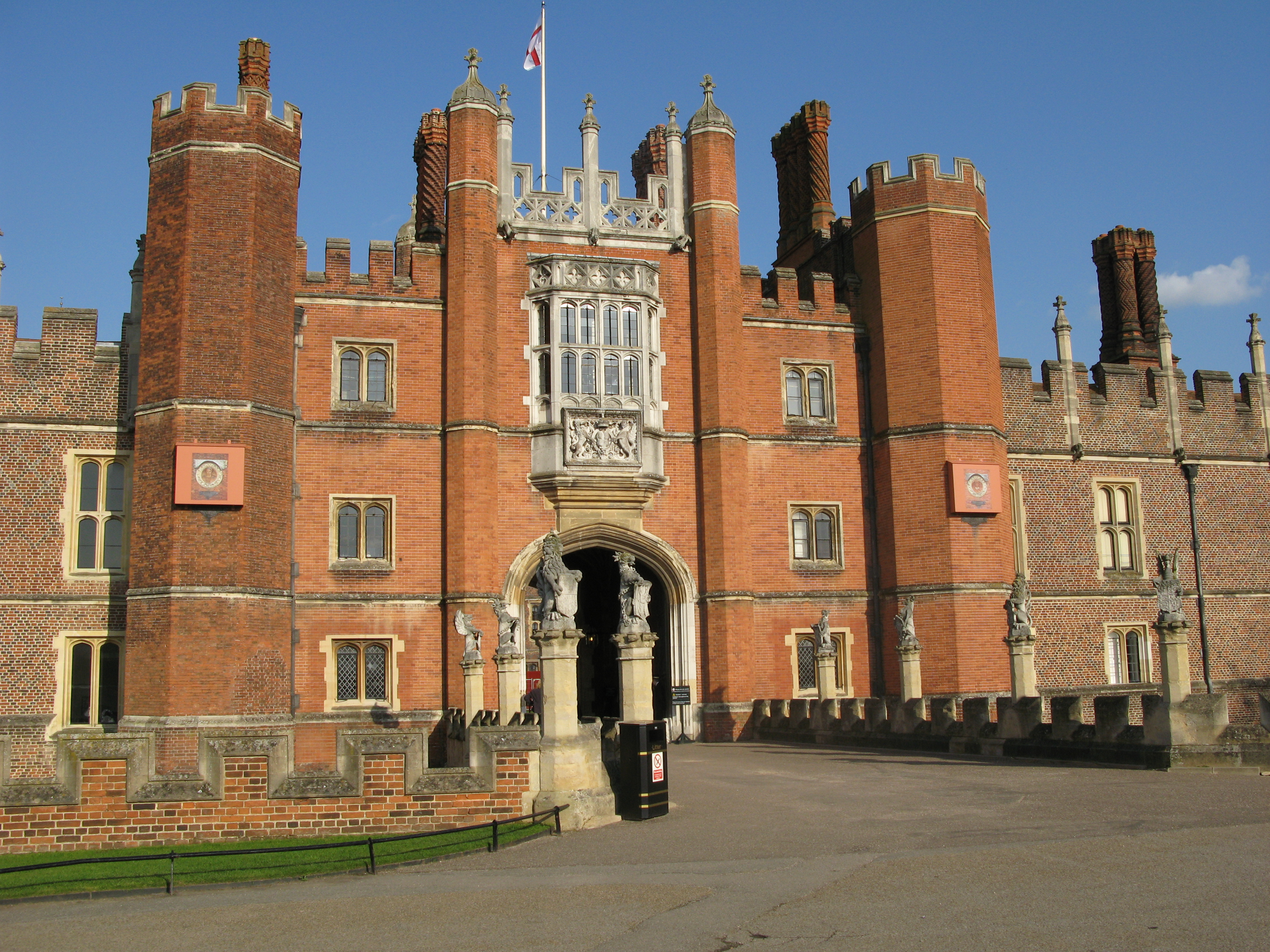
Le château de Hampton Court.

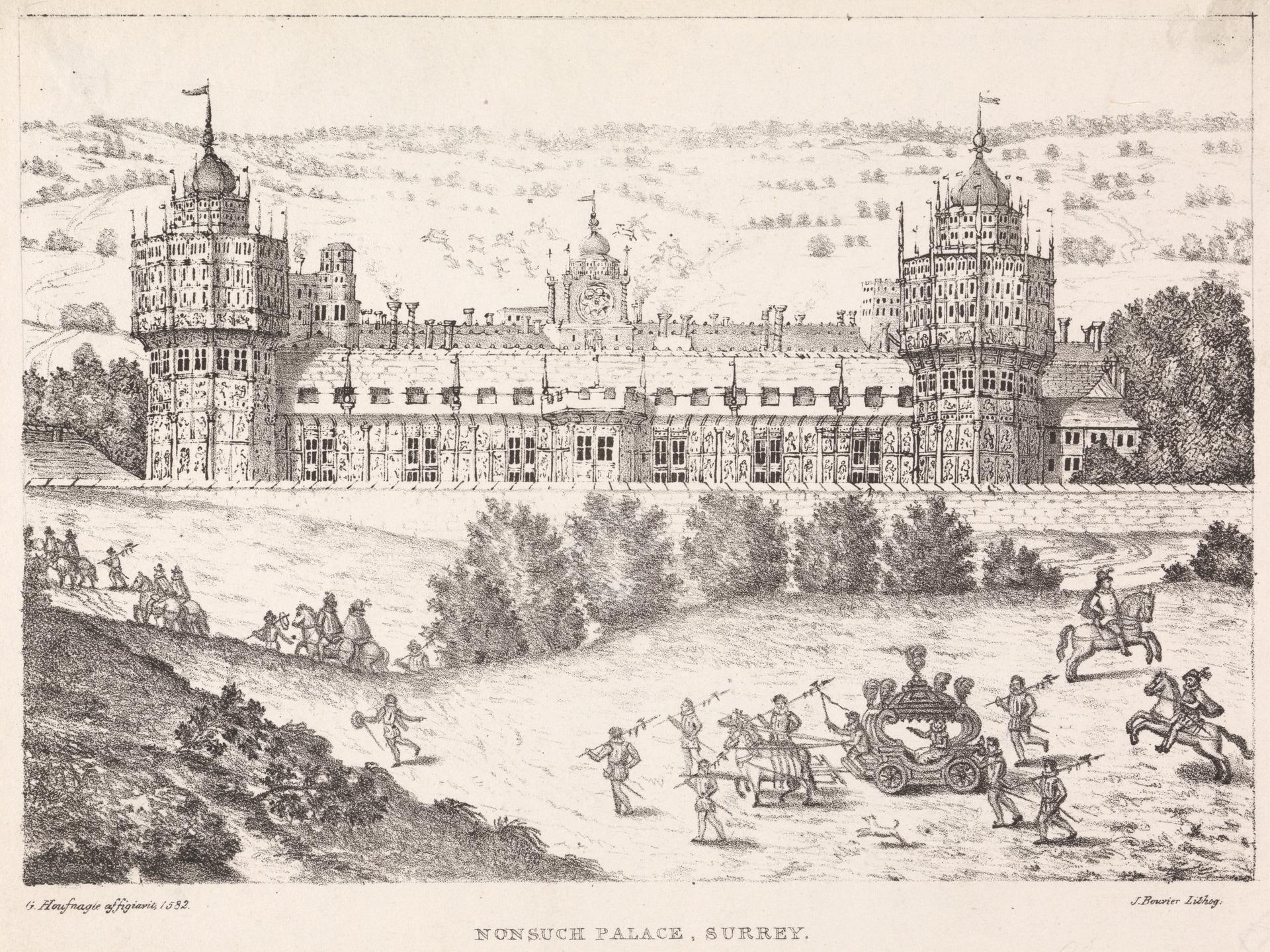
Le palais de Sans-Pareil, construit entre 1538 et 1562.

L'art de la Renaissance fut introduit en Angleterre en 1512, lorsque Henri VIII fit appel à des artistes italiens pour réaliser le tombeau de son père à Westminster, ce qui contribua à diffuser un nouveau répertoire ornemental, qui sera vite assimilé et employé notamment dans la réalisation entre 1533 et 1535 du jubé du King's College de Cambridge. De plus, des artistes français venus de la vallée de la Loire sont présents simultanément en Angleterre. Cependant, ce renouvellement décoratif demeure ponctuel, et l'essentiel des édifices construits durant cette période restent de conception gothique, à l'image de Whitehall, construit entre 1530 et 1536 ou encore Hampton Court, construit selon une succession de cours intérieures structurées par des corps de bâtiment disposés selon le schéma traditionnel, réalisé entre 1539 et 1540). Dans les manoirs de la noblesse anglaise, la symétrie en façade prend toutefois une plus grande importance, comme à Hengrave Hall, réalisé entre 1525 et 1538, et on observe un développement des galeries ainsi qu'une mise en valeur de l'entrée principale. Le palais de Sans-Pareil, construite pour Henri VIII en 1538, présentait l'un des premiers décor de stuc en Angleterre, similaire à celui réalisé par Rosso et Le Primatice pour Fontainebleau. Cothele House, construite en 1539 à St Dominick, illustre la persistance du style gothique perpendiculaire durant la première moitié du XVIe siècle. Celle-ci est une grande demeure seigneuriale de campagne, réalisée autour de trois cours, dotée d'une tour crénelée ainsi que d'une chapelle. Bien sûr, les édifices religieux conservent de préférence une conception gothique, à l'exemple de la chapelle du King's College de Cambridge, construite en 1515, conçue au XVe siècle par Robert Ely, et achevé par John Wastell. Par ailleurs, ce sont des artisans hollandais qui réalisèrent la plupart des vitraux qui ornent la chapelle.

### Édouard VI
C'est véritablement sous le règne d'Édouard VI qu'un changement s'opère en architecture. Ainsi, la façade de la maison du Protecteur Somerset, réalisée entre 1547 et 1552, se compose de trois avant-corps structurés par plusieurs niveaux de pilastres et dont l'entrée centrale était soulignée par une arche monumentale. Les traités d'architecture de Vitruve, puis d'Alberti, de Serlio et de Delorme commencent à circuler, sans toutefois être traduits, à partir de 1550 et s'accompagnent de la diffusion de recueils de modèles architecturaux qui auront une grande influence sur l'assimilation du nouveau vocabulaire formel. Le premier traité d'architecture anglais, inspiré par celui de Serlio, est rédigé par John Slute qui le publie en 1563.

### ÉlisabethIre

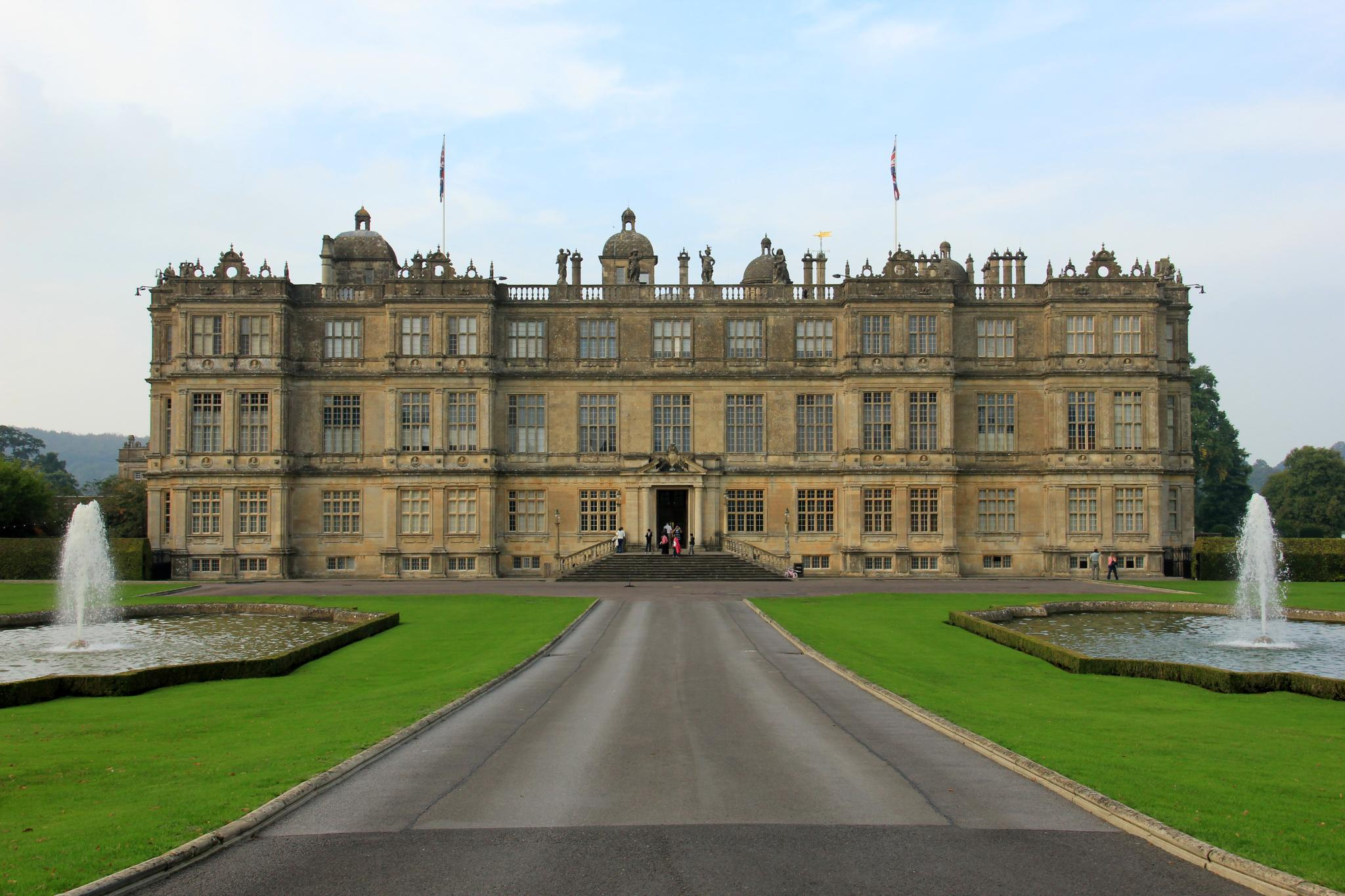
Le manoir de Longleat, construit entre 1568 et 1580.

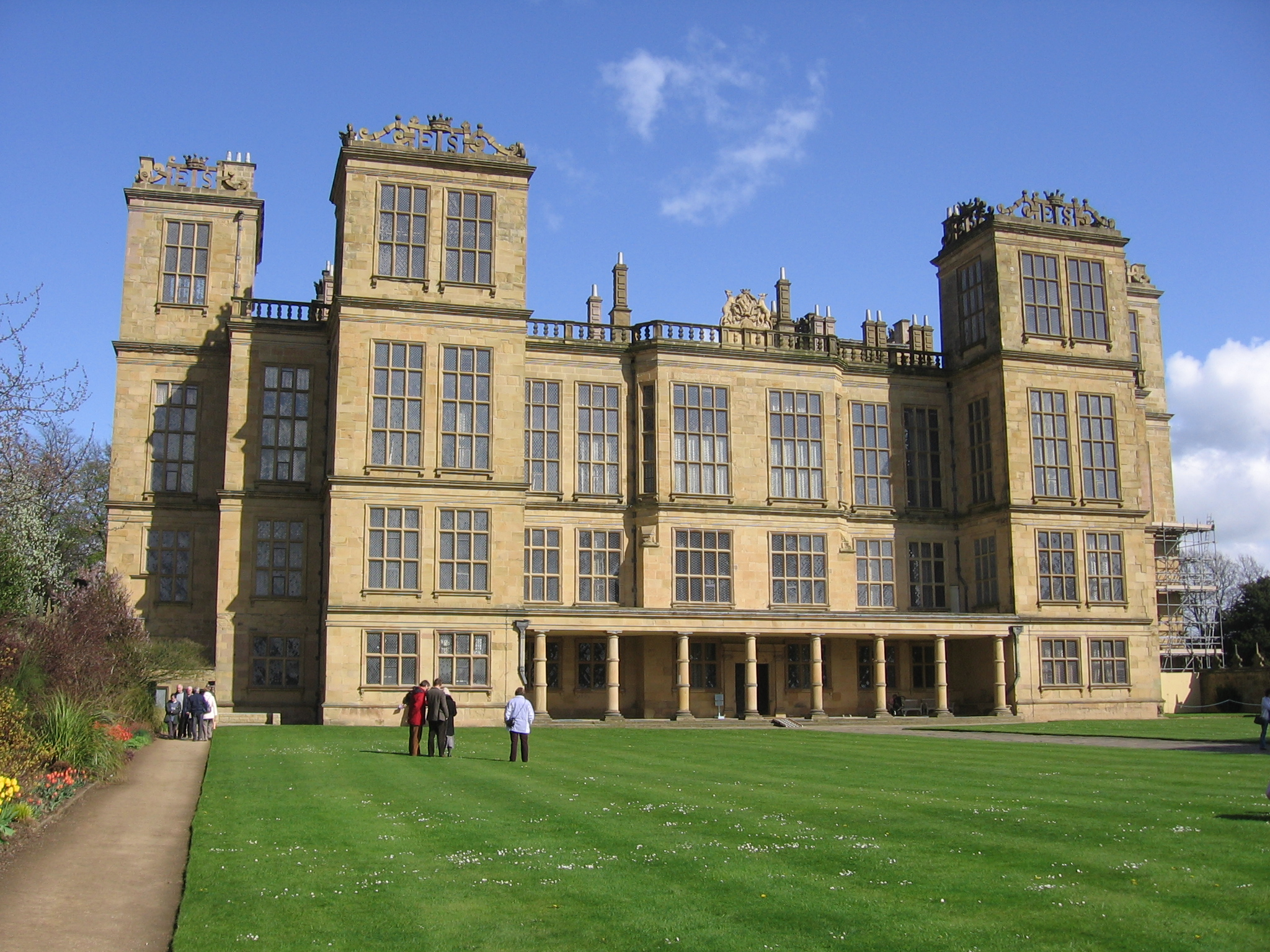
Hardwick Hall, construit en 1597.

Sous le règne d'Élisabeth Ire, les relations entre l'Angleterre et les Pays-Bas s'intensifient, ce qui permet la venue d'artistes néerlandais qui diffuseront les recueils de Vredeman De Vries et de Dietterlin, qui intégreront les motifs de cuir découpé et les grotesques dans le répertoire décoratif de l'architecture anglaise. Entre les années 1570 et 1590, l'aristocratie anglaise se fait bâtir de nombreuses résidences qui rivalisent entre elles de splendeur et de richesse (telles que celles de Longleat, Burghley, Wollaton). Elles présentent une grande diversité tant au niveau des plans que de la composition des façades. Certains éléments deviennent cependant caractéristiques, à l'image des grandes fenêtres à meneaux, des décrochements de façade, des toitures plates, qui donnent encore à ces châteaux de la Renaissance un aspect médiéval. Par ailleurs, la distribution intérieure a peu évolué et correspond encore aux conceptions gothiques, par ailleurs peu d'architectes sont l'auteur de ces résidences dont les plans sont réalisés par les propriétaires qui confient le chantier à des maçons, des sculpteurs et des charpentiers locaux. Cependant, le hall commence à perdre de l'importance, tandis que l'escalier est de plus en plus monumental. L'influence de l'architecture flamande et surtout hollandaise se poursuivra et s'intensifiera sous le règne de Jacques Ier, et plus largement tout au long du XVIIe siècle. Hardwick Hall est une des dernières grandes réalisations de l'ère élisabéthaine, cette demeure fut réalisée en 1597 à Doe Lea, entre Chesterfield et Mansfield, par Robert Smythson. Une des principales caractéristiques des grandes maisons de campagne élisabéthaine est la présence de grandes baies, à une époque où le verre était un matériau très onéreux. Hardwick Hall est entièrement construite en grès local dans le style de la Renaissance, sans survivance de formes gothiques, et présente quelques innovations dans son plan intérieur (relégation des domestiques à l'arrière, agrandissement de la chambre du maître) ,,.

## Caractéristiques

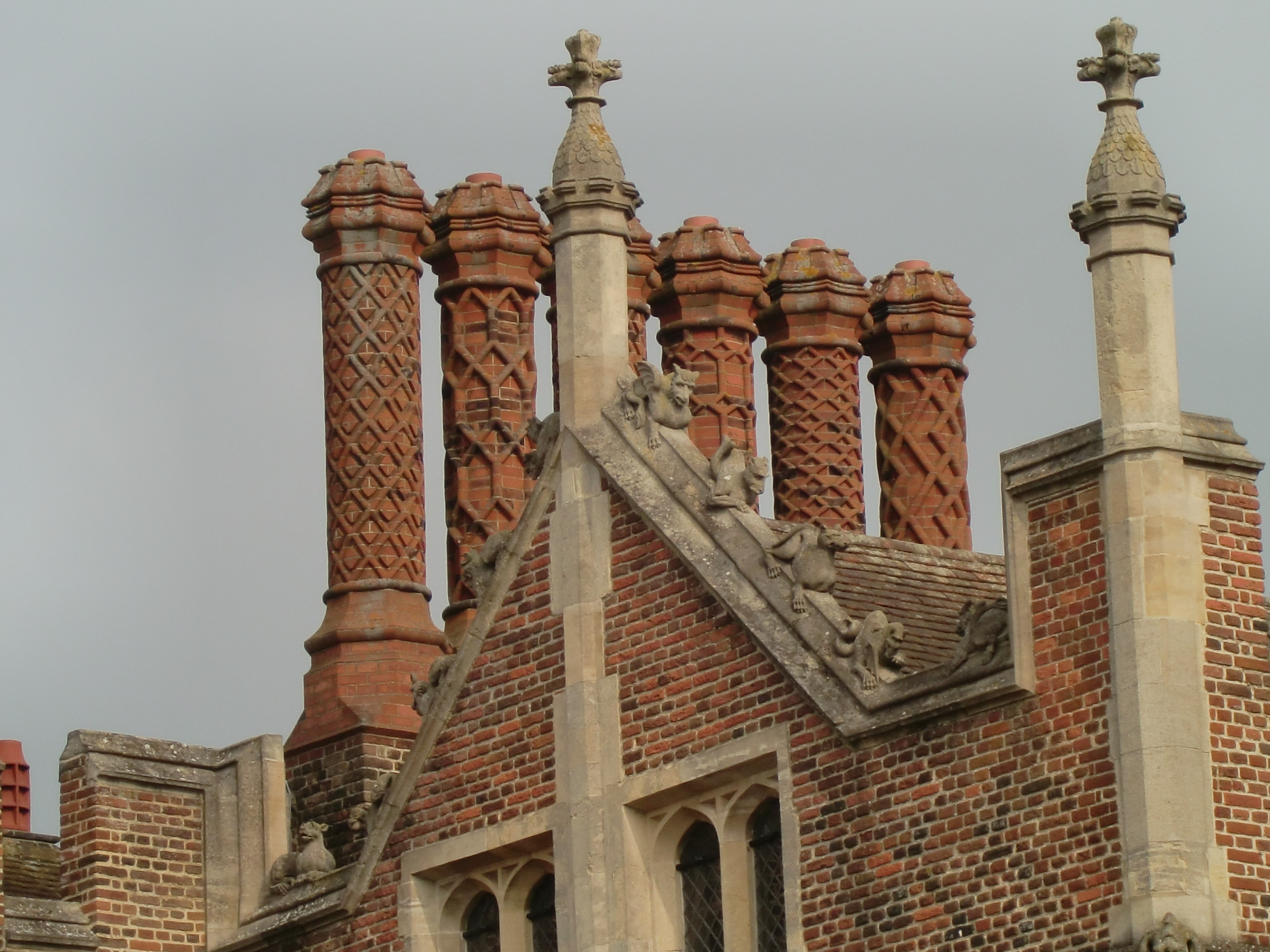
Détails de la toiture du château de Hampton Court avec ses cheminées caractéristiques.

Un trait caractéristique de ce style est l’arc à quatre centres, dit « arc Tudor » ; les oriels les plus remarquables se rattachent à ce courant ; l’ornementation, plus réaliste, prend aussi davantage de relief. Les murs des maisons d'habitation sont en torchis. On distingue les édifices de style Tudor à six traits distinctifs : 
- des colombages purement décoratifs
- un toit à forte pente
- des pignons croisés en déport
- des portes et fenêtres à la fois hautes et étroites
- de petites baies
- des cheminées très hautes, souvent couronnées d’ornements à leur sommet

Néanmoins, l’expression « style Tudor » est très vague, dans la mesure où elle sous-entend à la fois une continuité artistique tout au long du règne de la maison Tudor et une rupture à l'avènement des Stuart en 1603 avec le roi Jacques.

## Exemples

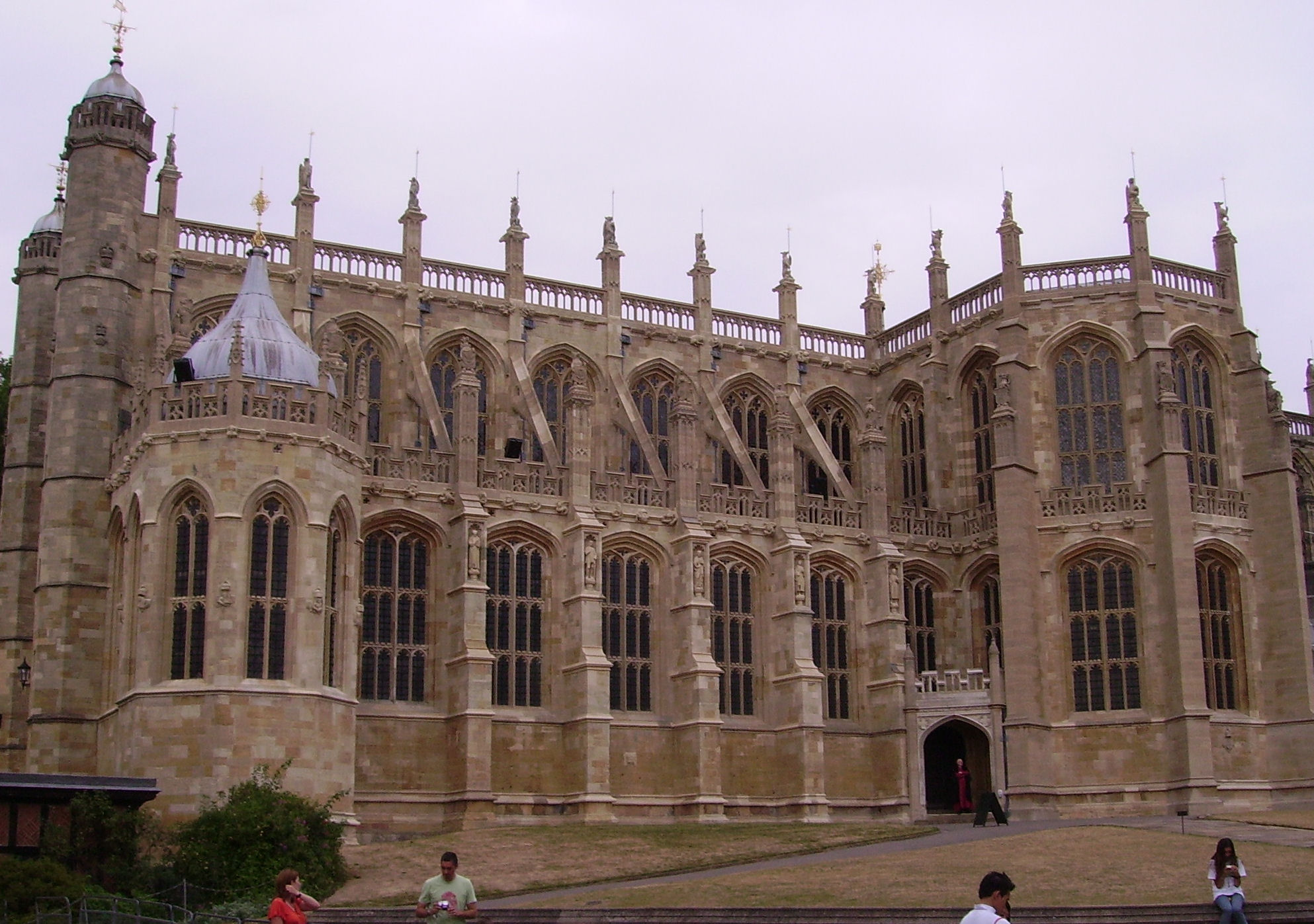
La chapelle Saint-George du château de Windsor.

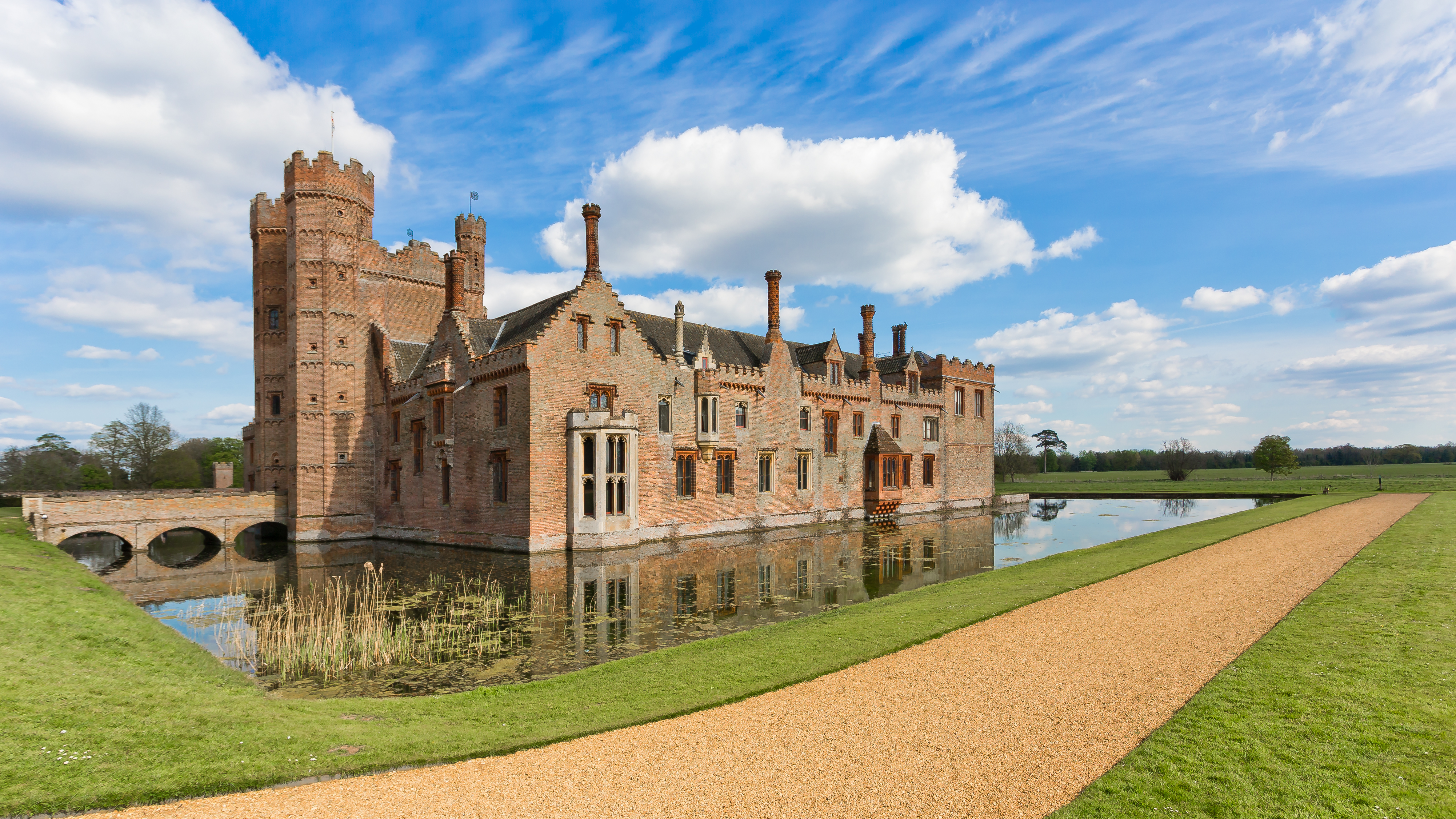
Oxburg ou Oxborough Hall, en avril 2017.

Les principaux exemples de style Tudor dans l’architecture religieuse sont :
- la chapelle d’Henri VII à Westminster (1503)
- la chapelle de King's College à Cambridge
- la chapelle Saint-George du Château de Windsor
- les old schools d’Oxford.

En architecture civile, citons :
- Eltham Palace dans le Kent
- Oxburgh Hall dans le Norfolk
- Owlpen Manor dans le Gloucestershire
- Browsholme Hall dans le Lancashire
- East Barsham Manor dans le Norfolk
- Fords Hospital à Coventry
- Compton Wynyates
- le château de Hampton Court
- Hatfield Palace dans le Hertfordshire, palais royal des Tudor, architecture médiévale en briques rouges
- Montacute House (Tudor tardif)
- Wollaton Hall dans le Nottinghamshire (Tudor tardif)
- le vieux marché de Shrewsbury
- Hunsdon House dans le Hertfordshire

On trouve aussi des exemples d’architecture Tudor en Écosse, comme le King's College de l’université d'Aberdeen.
À la fin du XIXe siècle, les architectes éclectiques chargés de la construction de gares de chemin de fer et d’hôtels affectionnaient le mélange de ce style gothique tardif et de Renaissance élisabéthaine, une tendance qualifiée de jacobéthaine ou tudorbéthaine.

## Acception courante
Les agences immobilières, lorsqu'elles emploient ce terme de Tudor (parfois Mock Tudor) renvoient souvent implicitement à la tendance rustique de l’architecture « tudorbéthaine ».